# Arťom Dzjuba
Arťom Sergejevič Dzjuba (rusky Артём Сергеевич Дзюба; * 22. srpna 1988 Moskva) je ruský profesionální fotbalista, který hraje na pozici útočníka za turecký klub Adana Demirspor. Mezi lety 2011 a 2025 odehrál také 56 utkání v dresu ruské reprezentace, ve kterých vstřelil 31 branek.

## Klubová kariéra
- FK Spartak Moskva (mládež)
- FK Spartak Moskva 2006–2015
- →  FK Tom Tomsk (hostování) 2009
- →  FK Tom Tomsk (hostování) 2010
- →  FK Rostov (hostování) 2013–2014
- →  FK Rostov (hostování) 2015
- Zenit Petrohrad 2015–2022[1][2]

V říjnu 2021 vstřelil při výhře 7:1 nad Spartakem svůj 144. gól v ruské Premier lize a stal se historicky nejlepším střelcem této novodobé ruské ligové soutěže. V listopadu stejného roku byl u výhry 5:1 nad klubem Nižnij Novgorod, to vstřelil hattrick. Tímto si připsal na své konto další rekord samostatné ruské ligy, pěti hattricků totiž dosáhl jako vůbec první fotbalista.

## Reprezentační kariéra
V A-mužstvu Ruska debutoval 11. 11. 2011 v přátelském utkání v Pireu proti týmu Řecka (remíza 1:1).
V kvalifikační skupině G na EURO 2016 ve Francii nastřílel 8 gólů a společně se Švédem Zlatanem Ibrahimovićem se stal nejlepším střelcem této skupiny.

Trenér Leonid Sluckij jej zařadil do závěrečné 23členné nominace na EURO 2016 ve Francii, kde Rusko obsadilo se ziskem jediného bodu poslední čtvrté místo v základní skupině B. Dzjuba odehrál na turnaji všechny tři zápasy svého týmu ve skupině B.
Na domácím mistrovství světa ve fotbale 2018 postoupil ruský tým do čtvrtfinále, v němž byl na penalty vyřazen Chorvatskem. Dzjuba vstřelil během šampionátu tři góly.

## Kontroverze
Dzjuba byl 8. listopadu 2020, před zápasy s Moldavskem, Tureckem a Srbskem, z reprezentace vyřazen, protože se na veřejnost dostalo video, na kterém je zachycen při masturbaci.